# رباط حديرة
رباط حديرة (بالفارسية: رباط حدیره) هي قرية تقع في قسم فريمان الريفي في إيران. يقدر عدد سكانها بـ 85 نسمة .